# Блајтвил (Арканзас)
Блајтвил (енгл. Blytheville) град је у америчкој савезној држави Арканзас.

## Демографија
По попису из 2010. године број становника је 15.620, што је 2.652 (-14,5%) становника мање него 2000. године.
| Група             | 2000.         | 2010.         |
| Белци             | 8.151 (44,6%) | 6.053 (38,8%) |
| Афроамериканци    | 9.528 (52,1%) | 8.771 (56,2%) |
| Азијати           | 109 (0,6%)    | 125 (0,8%)    |
| Хиспаноамериканци | 239 (1,3%)    | 465 (3,0%)    |
| Укупно            | 18.272        | 15.620        |